# مجموعة الفيصلية
مجموعة الفيصلية (بالإنجليزية: Al Faisaliah Group)‏ مجموعة سعودية متعددة الأنشطة تأسست سنة 1970 على يد الأمير عبد الله الفيصل بن عبد العزيز آل سعود، وقد سُمّيت على اسم والده الملك فيصل بن عبد العزيز آل سعود. تتركب المجموعة من حوالي 13 فرعا منقسمين إلى 6 قطاعات:
- الأغذية والمشروبات (الحليب ومشتقاته، المشروبات غير الكحولية، اللحوم والمطاعم).
- الأجهزة الإلكترونية الاستهلاكية.
- الأجهزة الطبية، أجهزة المقاييس والمعايرة.
- تكنولوجيا المعلومات، الاتصالات وأنظمة الوسائل الحديثة.
- الترفيه والوسائط المتعددة.
- المواد الكيمياوية.

للمجموعة عدة شراكات مع عدة شركات عالمية أبرزها سوني، ساب إي.جي.، دانون، سيسكو سيستامز وبي بي. بلغت إيراداتها سنة 2005 حوالي 800 مليون دولار وتشغل حوالي 5000 شخص. مديرها التنفيذي هو الأمير محمد بن خالد العبد الله الفيصل ورئيس مجلس إدارتها الأمير عبد الرحمن العبد الله الفيصل آل سعود.
تجدر الإشارة أن برج الفيصلية ليس ملكاً للمجموعة على عكس ما هو شائع.

## التاريخ
- في عام 1970، تم تأسيس وبدء نشاط الشركة.
- في عام 1971، التحالف مع شركة «سوني» لتوزيع وصيانة الأجهزة الإلكترونية في المملكة العربية السعودية من خلال «المؤسسة الإلكترونية الحديثة».
- في عام 1973، تحالفت الشركة مع شركة "هيولت باكارد" لتوزيع وصيانة أنظمة الحاسوب والأجهزة الطبية في المملكة.
- في عام 1979، بدء إنشاء مزرعة الصافي للألبان في الخرج لتضم أكثر من 6000 رأس من أفضل سلالات الأبقار المستوردة.[4]
- في عام 1980، بدء مزاولة نشاط تسويق البتروكيماويات المتخصصة لدعم التطور السريع في صناعة النفط والغاز في المملكة من خلال «مؤسسة البتروكيماويات الحديثة».
- في عام 1993، تأسست شركة «الفيصلية للأنظمة الطبية» كشركة مستقلة لدعم استثمارات الدولة في مجال الرعاية الصحية.
- في عام 1998، تم الإعلان عن مزرعة الصافي كأكبر مزرعة ألبان متكاملة على مستوى العالم من خلال موسوعة غينيس للأرقام القياسية.[5]
- في عام 2000، أنشأت مجموعة الفيصلية أول مصنع للحاسبات الشخصية بتعاون مع «مايكروسوفت السعودية» وشركة «إنتل» لإنتاج حواسيب تحت المسمى التجاري «زاي».[6][7]
- في عام 2002، تم إعلان التحالف بين «ألبان الصافي» ومجموعة «دانون» الفرنسية لإنشاء شركة «الصافي- دانون».
- في عام 2003، استحوذت مجموعة الفيصلية على سلسلة مطاعم «ستيك هاوس»، ودخلت سوق خدمات الأطعمة من خلال شركة «ألفا لخدمات التغذية».
- في عام 2006، أنشأت مجموعة الفيصلية شركة «الفيصلية للأعمال والتقنية» لتقديم خدمات تكنولوجية متخصصة في دعم وتنفيذ برامج «SAP ساب».
- في عام 2007، إعلان تحول «مجموعة الفيصلية» لتصبح شركة مساهمة.
- في عام 2010، أطلقت شركة الفا العلامة التجارية «بياتو Piatto» لتصبح أكبر مفهوم للطعام الإيطالي في المملكة [8]، وتوسعت شركة «الفيصلية للأنظمة الطبية» في مجال أعمالها لتشمل الأردن والإمارات العربية المتحدة والبحرين.
- في عام 2011، وسعت مجموعة الفيصلية علاقتها الحصرية مع شركة «سوني» لتغطي دولة العراق، تم إعلان الشراكة بين مجموعة الفيصلية وشركة «أكسنتشر» العالمية من خلال «الفيصلية للأعمال والتقنية».
- في عام 2012، بدأت مجموعة الفيصلية ومجموعة «دانون» الفرنسية بأعمال إنشاء مصنع للألبان ومشتقاتها في العراق.
- في عام 2013، تم إعلان الشراكة بين مجموعة الفيصلية وشركة «فيليبس» لخدمة القطاع الصحي في المملكة.[9]

## الإدارة العليا
- الأمير محمد بن خالد العبد الله الفيصل، يتولى منصب رئيس المجموعة منذ 2002.[10]
- زياد التونسي، في 2008 شغل منصب نائب رئيس المجموعة والرئيس التنفيذي للعمليات في مجموعة الفيصلية، وفي يناير 2018 تمت ترقيته إلى منصب الرئيس التنفيذي للمجموعة.[11]
- عبد الله الكناني، نائب الرئيس التنفيذي للإستراتيجيات وتطوير الأعمال منذ 2018.

## القطاعات

### قطاع الزراعة والألبان

#### شركة الصافي دانون
في عام 2002، تم إعلان الشراكة بين مجموعة الفيصلية المالكة لمزرعة الصافي للألبان ومجموعة «دانون» الفرنسية، حيث أصبح المسمى «الصافي دانون». جمعت شركة الصافي دانون بين خبرة مجموعة دانون العالمية في مجال تطوير وتصنيع منتجات الألبان عالية الجودة، مع خبرة ومعرفة مجموعة الفيصلية بأذواق واتجاهات المستهلك في سوق المنطقة. تتوفر منتجات شركة «الصافي دانون» من الألبان الطازجة ومشتقاتها من خلال أكثر من 32,000 منفذ توزيع منتشرة في أكثر من 12 دولة من دول منطقة الشرق الأوسط، كما تقوم شركة «الصافي دانون» بإدارة وتشغيل أكبر مزرعة ألبان متكاملة في العالم تضم حوالي 50.000 بقرة تنتج أكثر من مليون لتر من الحليب الطازج يوميًا.

#### الصافي دانون العراق
في عام 2012، كانت البداية الحقيقية لشركة «الصافي دانون» في دولة العراق، حيث بدأت مصانع الشركة في منطقة أربيل بمقاطعة «كردستان» في توفير مجموعة متنوعة من الألبان الطازجة ومشتقاتها في جميع أنحاء العراق.

### قطاع الأغذية

#### شركة ألفا
في 2003، دخلت مجموعة الفيصلية سوق خدمات الأطعمة من خلال شركة "ألفا لخدمات التغذية"، بغرض تطوير أعمال المجموعة في مجال خدمات الأطعمة في المملكة العربية السعودية ودول مجلس التعاون الخليجي. تمتلك وتدير الشركة سلسلة من المطاعم ذات العلامة التجارية: ستيك هاوس وبياتو وفاير جريل وسيتي فريش كيتشن. تدير شركة «ألفا» العمليات التشغيلية بما فيها المطبخ المركزي ومستودعات الأغذية وشبكة التوزيع التي تخدم أكثر من 50 مطعما في جميع أنحاء المملكة العربية السعودية والمنطقة من خلال فريق عمل مؤلف من 2000 موظف.

#### ميزان السعودية للأطعمة (مشروع مشترك)
تأسست شركة ميزان السعودية للأطعمة عام 2016 من خلال استحواذ مجموعة الميزان على جانب من أنشطة «شركة الصافي للأغذية». تعتبر أحد أكبر شركات الأطعمة المعبأة في الشرق الأوسط.

### قطاع الرعاية الصحية والأدوية

#### شركة طبية القابضة
هي إحدى الشركات المملوكة بالكامل لمجموعة الفيصلية، ويندرج تحتها الشركات العاملة في قطاع الرعاية الصحية وهي: شركة الفيصلية للأنظمة الطبية وشركة بريما وشركة فيليبس السعودية.

#### الفيصلية للأنظمة الطبية (FMS)
تأُسست الفيصلية للأنظمة الطبية عام 1973م كجزء من قطاع الإلكترونيات الاستهلاكية بغرض التركيز على قطاع الرعاية الصحية. وفي عام 1993م تحولت الفيصلية للأنظمة الطبية إلى شركة مستقلة توفر مجموعة واسعة من الحلول والمنتجات لعدد كبير من الشركاء العالميين.

#### شركة بريما
تقدم الشركة مجموعة واسعة من الأجهزة الطبية والمستهلكات والأجهزة التعويضية التي تخدم مجموعة واسعة من الأنظمة السريرية اللازمة لمراكز الرعاية الصحية والمستشفيات والمستوصفات من خلال مراكز التوزيع الخاصة بالشركة والمنتشرة في أنحاء المملكة.

#### شركة فيليبس السعودية (مشروع مشترك)
في عام 2013، أصبحت شركة الفيصلية للأنظمة الطبية هي الموزع الحصري لمنتجات فيليبس للرعاية الصحية تلى ذلك تأسيس شراكة تجمع بين مجموعة الفيصلية وشركة «رويال فيليبس بي في» الهولندية لخدمة السوق السعودية.

#### أكسانتيا القابضة
تمتلك مجموعة الفيصلية حصة الأغلبية في شركة أكسانتيا القابضة، وتمثل أكسانتيا القابضة الذراع الاستثماري للمجموعة في قطاع الأدوية.

### قطاع الإلكترونيات وأنظمة الاتصالات

#### الشركة الإلكترونية الحديثة
هي الوكيل الوحيد المعتمد لمنتجات شركة «سوني» في المملكة العربية السعودية، تقوم بتسويق وبيع وصيانة جميع منتجات شركة «سوني» من خلال 20 معرضًا تمتلكها الشركة لبيع وتسويق الأجهزة الإلكترونية منتشرة على مستوى جميع مناطق المملكة تحت اسم «عالم سوني».

#### شركة الوسائل الحديثة
شركة الوسائل الحديثة هي شركة رائدة في مجال تنفيذ المشاريع الأمنية المتكاملة بالإضافة إلى توفير حلول التقنيات السمعية والمرئية المتطورة. وتتخصص الشركة في تصميم وتنفيذ المشاريع الأمنية المتكاملة وحلول الأنظمة السمعية والمرئية للكيانات الحكومية والشركات الكبرى.

#### اكسنتشر السعودية (مشروع مشترك)
تأسست شركة «اكسنتشر السعودية» عام 2011 من خلال استحواذ شركة «أكسنتشر» العالمية على حصة الأغلبية في (شركة الفيصلية للأعمال والتقنية) التابعة لمجموعة الفيصلية، لتصبح بذلك «أكسنتشر السعودية» المورّد الرئيسي لتقنية المعلومات وخدمات الإدارة للكيانات الحكومية وشبه الحكومية وشركات القطاع الخاص في المملكة العربية السعودية.

### قطاع المواد الكيماوية

#### شركة البتروكيماويات الحديثة (MPC)
تنشط شركة البتروكيماويات الحديثة في مجال توريد المواد الكيماوية المتخصصة اللازمة لصناعات النفط والغاز والبتروكيماويات والتعدين، وتضم قائمة عملائها الرئيسيين أرامكو السعودية وسابك بالإضافة إلى عدد من شركات مصافي البترول المحلية.

## وصلات خارجية
- موقع الشركة